# L'ultimo Catone
L'ultimo Catone è un romanzo del 2001 della scrittrice spagnola Matilde Asensi, pubblicato in Italia dalla Sonzogno nel 2005.

## Trama
La protagonista del romanzo, nonché narratrice in prima persona di tutta quanta la storia, è la "suora" Ottavia Salina. 
Ottavia è la massima autorità dell'Archivio Segreto Vaticano in fatto di paleografia. La storia in cui Ottavia viene coinvolta inizia quando viene trovato in Grecia il corpo di un etiope vittima di un incidente aereo, il quale ha sul corpo strani simboli, tatuati praticamente ovunque, raffiguranti sette croci e sette lettere dell'alfabeto greco a formare la parola stauros, ossia croce. Suor Ottavia risulta essere l'unica al mondo in grado di decifrare il significato di tali simboli. Da questi sembrano però questa volta dipendere le sorti di tutte le Chiese Cristiane, dato che accanto al corpo dell'etiope sono stati rinvenuti tre pezzetti di legno che probabilmente sono le schegge della Croce di Cristo.
Affiancata dalla guardia svizzera Kaspar Glauser-Röist e dall'archeologo Farag Boswell, Ottavia inizia così ad indagare su una setta misteriosa e dimenticata: gli Staurophylakes, ovverosia i guardiani della Vera Croce, incaricati di vegliare su di essa fin dal IV secolo.
La soluzione per scovare la fantomatica setta si trova nascosta in uno dei libri più famosi ed ambigui dell'intera umanità: quello del Purgatorio della Divina Commedia di Dante Alighieri. Il grande genio del medioevo fiorentino sarebbe stato infatti uno dei membri più autorevoli ed illustri della storia della confraternita degli Staurophylakes e, nella sua opera, egli avrebbe lasciato le istruzioni per il cammino di iniziazione alla setta.
I nostri protagonisti dovranno dunque svolgere la loro ricerca attraverso un lungo percorso di espiazione dei sette peccati capitali. Ciò li porterà a passare per sette città, in ognuna delle quali sarà espiato loro un singolo peccato, proprio come succedeva a Dante durante il suo percorso di espiazione dai peccati sulla montagna del Purgatorio; saranno così per le strade di Siracusa, Roma, Ravenna, Gerusalemme, Atene, Costantinopoli, Alessandria e infine Antiochia, al solo scopo di scoprire chi siano e quali scopi abbiano questi misteriosi Staurophylakes.

## Edizioni
- Matilde Asensi, L'ultimo Catone, traduzione di Andrea Carlo Cappi, Sonzogno, 2005,  p. 479, ISBN 88-454-1214-8.